# Свободна професия
Свободна професия в България е занятие или дейност, упражнявани от физически лица, за които са налице едновременно (кумулативно) следните условия:
- лицата да осъществяват за своя сметка професионална дейност;
- лицата да не са регистрирани като еднолични търговци;
- лицата да са самоосигуряващи се по смисъла на Кодекса за социално осигуряване.

## Легална дефиниция
Легалното определение на „лица, упражняващи свободна професия“, се намира в § 1, т. 29 от Допълнителните разпоредби към Закона за данъците върху доходите на физическите лица.

## Видове свободни професии
Свободна професия са: експерт-счетоводителите; консултантите; одиторите; адвокатите; нотариусите; частните съдебни изпълнители; съдебните заседатели; експертите към съда и прокуратурата; лицензираните оценители; представителите по индустриална собственост; медицинските специалисти; преводачите; архитектите; инженерите; техническите ръководители; дейците на културата, образованието, изкуството и науката; застрахователните агенти; други физически лица.

## Разграничаване
Свободната професия се разграничава от фрийлансъра (работа на свободна практика) и от работата от дома.
1. 1 2  „Лица, упражняващи свободна професия“ – § 1, т. 29 от Допълнителните разпоредби към Закона за данъците върху доходите на физическите лица